# Sav (restaurang)

Restaurang SAV var en restaurang i Tygelsjö utanför Malmö. 
Restaurangen öppnades i januari 2017, efter att Sven Jensen och Alexander Fohlin tagit över lokalerna i den gamla Skånegården som tidigare rymde stjärnkrogen Ambiance à Vindåkra. Nammet SAV är bildat av begynnelsebokstäverna S och A i kockduons förnamn, samt V för gårdsnamnet Vindåkra. Restaurangen rymmer 16 sittande gäster och man serverar avsmakningsmenyer inom det nynordiska köket.
I februari 2018 belönades SAV en stjärna i den prestigefyllda Michelinguiden.
I mars 2020 försattes restaurangen i konkurs, som en följd av Coronaviruspandemin. 